# Aequidens

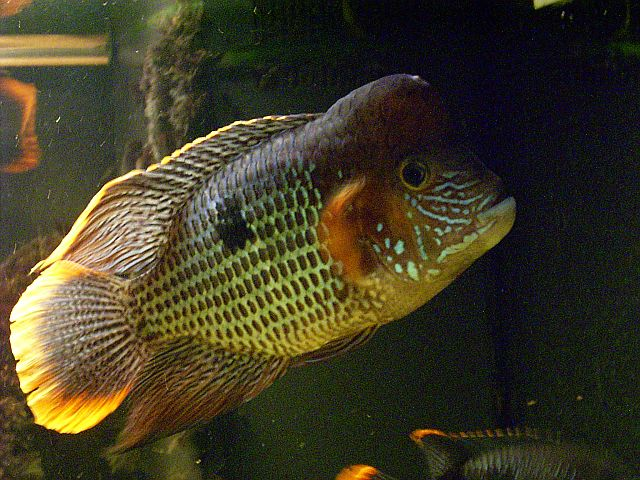
Aequidens rivulatus

Aequidens és un gènere de peixos de la família dels cíclids i de l'ordre dels cipriniformes que es troba a Sud-amèrica: les Guaianes i les conques de l'Orinoco, del riu Tocantins, del riu Paranaíba, de l'Amazones i del riu Paraguai.

## Taxonomia
- Aequidens biseriatus  (Regan, 1913)
- Aequidens chimantanus (Inger, 1956)[1]
- Aequidens coeruleopunctatus (Kner, 1863)[2]
- Aequidens diadema (Heckel, 1840)[3]
- Aequidens epae (Kullander, 1995)[4]
- Aequidens gerciliae (Kullander, 1995)[4]
- Aequidens hoehnei (Miranda Ribeiro, 1918)[5]
- Aequidens latifrons (Steindachner, 1878)[6]
- Aequidens mauesanus (Kullander, 1997)[7]
- Aequidens metae (Eigenmann, 1922)[8]
- Aequidens michaeli (Kullander, 1995)[4]
- Aequidens pallidus (Heckel, 1840)[3]
- Aequidens paloemeuensis (Kullander i Nijssen, 1989)[9]
- Aequidens patricki (Kullander, 1984)[10]
- Aequidens plagiozonatus (Kullander, 1984)[11]
- Aequidens potaroensis (Eigenmann, 1912)[12]
- Aequidens pulcher (Gill, 1858)[13]
- Aequidens rivulatus (Günther, 1860)[14]
- Aequidens rondoni (Miranda Ribeiro, 1918)[15]
- Aequidens sapayensis (Regan, 1903)[16]
- Aequidens tetramerus (Heckel, 1840)[3]
- Aequidens tubicen (Kullander i Ferreira, 1991)[17]
- Aequidens viridis (Heckel, 1840)[3][18][19][20][21][22][23][24][25][26][27]

## Observacions
Aequidens rivulatus i Aequidens pulcher són les espècies més populars d'aquest gènere dins del món de l'aquariofília.